# 丸岡茂樹
丸岡 茂樹（まるおか しげき、1952年〈昭和27年〉1月3日 - ）は、日本の元バスケットボール選手。現在は指導者。香川県善通寺市出身。現役時代のポジションはガード。

## 来歴
善通寺第一高校在学中にインターハイベスト16、国体ではベスト8。明治大学進学後は全日本大学選手権で優勝している。大学卒業後、豊田通商に加入。引退後の1985年、監督に就任し、1990年にチームを日本リーグ1部に昇格させた。2004-2005シーズンには日本リーグで優勝。2006年、この年よりbjリーグに参戦した高松ファイブアローズ（現：香川）の監督に就任。2シーズン務めた後に退団した。
2009年8月にJBL2実行委員長に就任。
2016年、同年秋に開幕するジャパン・バスケットボールリーグ（B3リーグ）の理事長に就任。
2021年、B3リーグの理事長を退任。
2022年、2022-23シーズンよりB3リーグに新規参入する湘南ユナイテッドBCのゼネラルマネージャーに就任。
2023年、湘南のGMを退任。